# Stonington (Connecticut)
Stonington ist eine Stadt im New London County im US-Bundesstaat Connecticut, Vereinigte Staaten, mit 18.300 Einwohnern (Stand: 2004). Die geographischen Koordinaten sind: 41,33° Nord, 71,90° West.
Stonington befindet sich im Südosten des Staates und beherbergt die Gemeinden Borough of Stonington, Mystic, Old Mystic, Pawcatuck und Wequetequock, wo 1649 die ersten Europäischen Siedlungen entstanden. Die Stadt North Stonington wurde 1724 von Stonington abgespalten und 1807 wieder eingemeindet.
Stonington fehlt es an moderner Industrie, was zusammen mit seiner Rolle als beliebter Sommerresidenz seit dem Bürgerkrieg dabei geholfen hat, seine Kolonial- und neoklassische Architektur beizubehalten. Es gibt eine große portugiesische Gemeinde.
Nach der Stadt ist die Stonington-Insel in der Antarktis benannt.

## Geographie
Die Stadt hat eine Gesamtfläche von etwa 129,6 km², davon 100,2 km² Land und 29,4 km² Wasser (22,68 %).

## Persönlichkeiten

### Söhne und Töchter der Stadt
- John Hart (um 1713–1779), als Unterzeichner der Unabhängigkeitserklärung der USA einer der Gründerväter der USA
- Edmund Fanning (1769–1841), Entdecker, Forscher und Handelsreisender in der Südsee
- Lillian McNeill Palmer (1871–1961), Architektin
- Samuel Prentiss (1782–1857), US-Senator
- Thomas Wheeler Williams (1789–1874), Politiker
- Nathaniel Palmer (1799–1877), Seemann; im Captain Nathaniel B. Palmer House befindet sich ein Museum zu seinen Ehren.
- Noyes Billings (1800–1865), Politiker
- James Hammond Trumbull (1821–1897), Sprachwissenschaftler
- James M. Pendleton (1822–1889), Politiker
- Lillian McNeill Palmer (1871–1961), Kupferschmiedin
- George Townsend Adee (1874–1948), Footballspieler und Tennisfunktionär
- Joseph J. Fauliso (1916–2014), Politiker
- Sugar Ray Norcia (* 1954), Bluessänger und Mundharmonikaspieler

### Persönlichkeiten mit Bezug zur Stadt
- In Stonington wohnte und starb der Chemiehistoriker Williams Haynes (1886–1970).
- Rob Simmons (* 1943), Politiker
- Greg Raymer (* 1964), Pokerspieler